# Okiura
okiura（日语：オキウラ，9月22日—）是日本的插畫家、漫畫家。原名・ノシ。

## 作品一覽

### 漫畫
- 超時空要塞Frontier～しーくれっとびじょんず～

MACROSS ACE誌上にて連載中、原作：BigWest、既刊：1卷。

### 插畫
- IS〈Infinite Stratos〉（著：弓弦出、MF文庫J）
- 白銀のローレシアン（著：上原りょう、一迅社文庫）
- 學戰都市Asterisk（著：三屋咲悠、MF文庫J）

### 共著
- 魔王と踊れ! 〜Legend of the Lord of Lords〜（著：梅村崇・catwalk、神奈月昇共著、一迅社文庫）

### 電視動畫
- 可塑性記憶（2015年、角色原案）

## 外部連結
- イズムニズム（页面存档备份，存于） - 本人的網誌
- Okiura的X（前Twitter）